# ドリームアサルト
「ドリームアサルト」は、ACE COLLECTIONの楽曲。9作目のデジタル配信限定シングルとして2022年5月25日に各音楽配信サービスにてリリースされた。

## 概要
前作『モノクロシティ』から約1年ぶりのリリースとなり、ACE COLLECTIONが独立後に立ち上げた自主レーベルSTARSEED Recordsからの第一弾シングル。
2022年6月15日に会場限定及び配信限定で発売するミニアルバム『SRB-IV』からの先行シングルとしてリリースされた。本作は、TuneCoreを介してリリースされている。

## 収録曲
| #         | タイトル             | 作詞      | 作曲           | 編曲           | 時間 |
| --------- | -------------------- | --------- | -------------- | -------------- | ---- |
| 1.        | 「ドリームアサルト」 | たつや◎   | ACE COLLECTION | ACE COLLECTION | 4:29 |
| 合計時間: | 合計時間:            | 合計時間: | 合計時間:      | 合計時間:      | 4:29 |